# Užice
Užice (v srbské cyrilici Ужице, do roku 1992 Titovo Užice/Титово Ужице) je město v jihozápadním Srbsku (nedaleko pohoří Zlatibor). V roce 2002 zde žilo 54 717 obyvatel. Rozkládá se v údolí řeky Đetinja a je hlavním městem Zlatiborského okruhu. Městem prochází železniční trať z Bělehradu do Baru a hlavní silniční tahy z Bělehradu a středního Srbska do Černé Hory.

## Název
Název města je slovanského původu. Podle místní legendy pochází od slova žica/žice, označující drát. Odkazuje na příběh, kdy majitel místního obchodu postavil drát okolo své provozovny a tím se zachránil před lupiči.

## Poloha a přírodní poměry
Užice se nachází 118 km jihozápadně od Bělehradu, 115 km východně od Sarajeva, 170 km severozápadně od Prištiny, 164 km severně od Podgorici a 194 km severovýchodně od Dubrovníka. Plocha města má rozlohu 6 172 km,2 zahrnuje však četné venkovské oblasti převážně západně od samotného středu města. Nadmořská výška v údolí řeky Đetinji se pohybuje okolo 500 m n. m., okolní vrcholky mají zhruba okolo osmi set metrů nad mořem. Dále od Užice se rozkládají pohoří např. Tara, Zlatibor nebo Javor.

## Historie

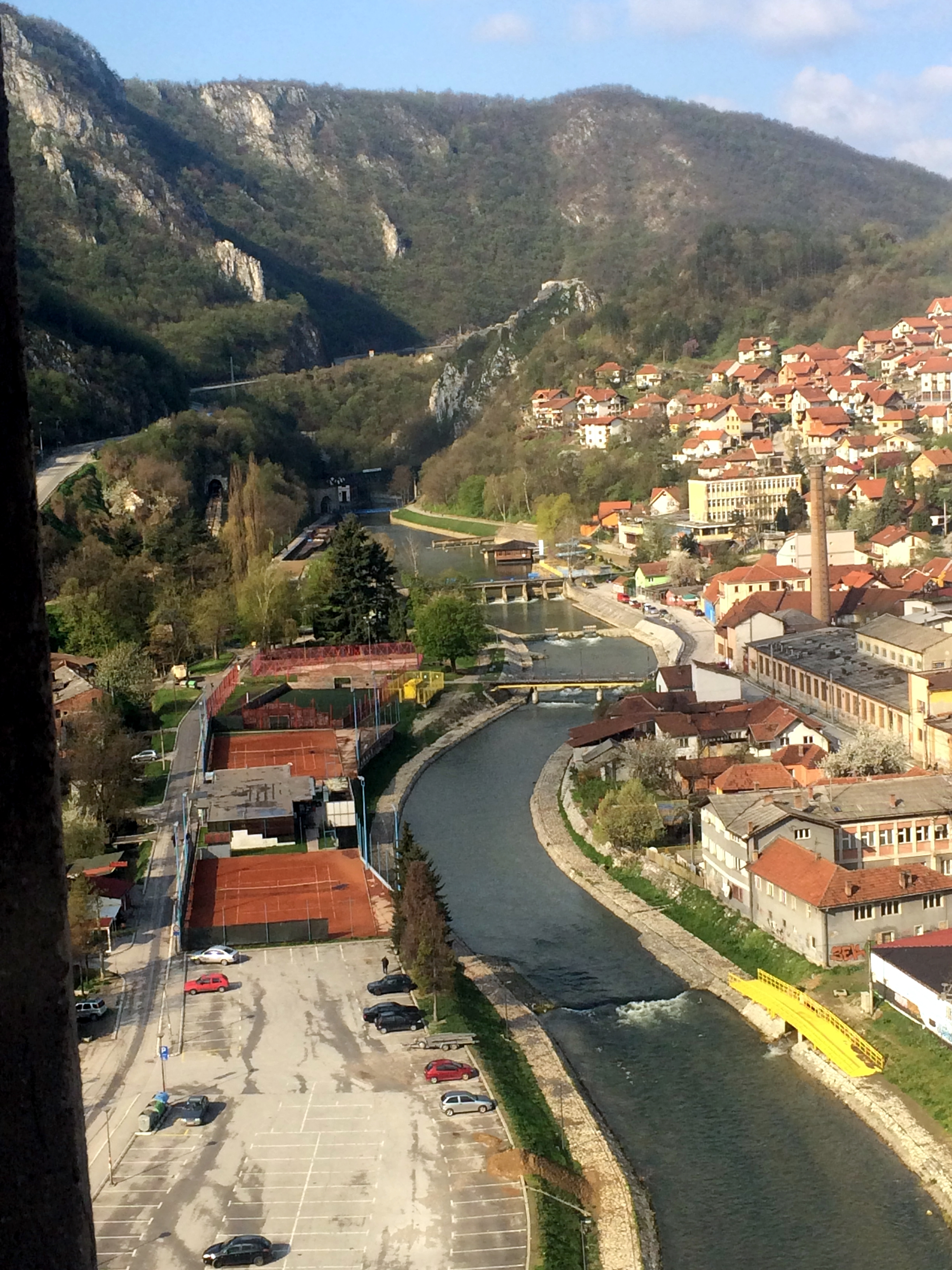
Údolí řeky Đetinje s městem po obou jeho březích.

První písemný dokument připomíná Užice pod současným názvem v roce 1329 Jednalo se tehdy o malé, nicméně strategicky významné město, které strážilo obchodní trasy z Panonské nížiny směrem k jaderskému přímoří. Roku 1359 je poprvé zmiňován nedaleký hrad, resp. pevnost. V roce 1463 obsadila město Osmanská říše, která jej držela po několik století. Zatímco podle prvních tureckých záznamů zde žily v roce 1476 jen čtyři muslimské rodiny, roku 1525 to byla již většina. Formování města z původní malé osady se uskutečnilo během turecké nadvlády. Jako jedno z několika měst na území dnešního Srbska se Užice úspěšně rozvíjelo pod tureckou nadvládou. V závěru 18. století žilo v Užici již okolo 12 tisíc lidí.
Město bylo součástí Smederevského sandžaku.
Na počátku 19. století jej během prvního srbského povstání obsadili vzbouřenci z řad místního pravoslavného obyvatelstva. Nejprve obsadili město samotné (1805) a o dva roky později získali i pevnost Stari Grad. Město bylo do té doby centrem Užické náchie. Jejich úspěch však byl časově omezen; již roku 1813 bylo město opět obsazeno tureckými vojsky. V letech 1805 a 1862 poničily město dva požáry. V první polovině 19. století vznikla v Užici první škola, a to poté, co v nedalekém městě Čačak obdobný projekt ztroskotal kvůli nedostatku učitelů.
K Srbsku bylo město připojeno roku 1862. Turecké, resp. muslimské obyvatelstvo bylo vystěhováno do Bosny a Hercegoviny, což vedlo k poklesu počtu obyvatel. Do té doby zde žilo cca 3-5 tisíc obyvatel islámské víry. Poslední Turci odešli v roce 1875 a na místo nich přišli srbští sedláci z oblasti Hercegoviny a Černé Hory. V závěru 19. století žilo v Užici cca 3000 obyvatel. V této době zde byl rušný trh a velké množství hospod. V jedné z nich (Dva bagrema) se setkávali představitelé a vysoce postavení občané města.
Roku 1871 získalo město první územní plán. Následoval jeho rychlý rozvoj, vznikaly banky a malé továrny (první v roce 1868). Roku 1885 zde byla vybudována první moderní tiskárna a v roce 1900 byla v blízkosti města vybudována malá vodní elektrárna na řece Đetinja podle návrhu Nikoly Tesly. Její výstavba trvala pouhý rok. V roce 1900 získalo město právě díky hydroelektrárně i elektrické osvětlení, přes den potom dodávala energii pro nedaleký textilní závod. Dodnes je elektrárna dochována jako technická památka.
Mezi lety 1915 až 1918 byla okupována vojenskými jednotkami Rakousko-Uherska. Osvobozeno bylo dne 31. října 1918, událost dnes připomíná památník.
Roku 1922 získalo Užice vlastní nemocnici, jejíž výstavbu dlouhodobě plánovalo a neustále odkládalo. Hned roku 1945 byla nemocnice rozšířena.
V roce 1922 bylo rozhodnuto o výstavbě nové radnice a velkolepé sídlo město získalo o několik let později. Roku 1928 byla ve městě založena továrna na výrobu střeliva, která byla později známá pod názvem Prvi Partizan.
Nemalý význam mělo město v počátcích druhé světové války na Balkáně. Po několik letních a podzimních měsíců roku 1941 bylo centrem tzv. užické republiky, tedy území osvobozeného od německých okupačních sil. Budovy, které partyzánům a četnikům (tehdy spolupracujícím) sloužily, jsou dnes památkově chráněné. Během tohoto období byla v Užici také mimo jiné ustanovena slovinská partyzánská četa. Po porážce povstání a návratu okupační moci bylo v Užici zřízeno polní velitelství pro okupované Srbsko, jedno ze tří (další sídlila v Bělehradu a v Niši). Pod toto velitelství spadalo ještě několik menších okresních správních jednotek okupačních vojsk.
V poválečné době bylo pojmenováno po Josipu Brozu Titu (získalo přídomek Titovo Užice). Do rozvoje města se vynakládaly nemalé prostředky. Přebudováno bylo hlavně historické jádro města; strženy byly původní nízké domy a vzniklo nové modernistické hlavní náměstí. Tomu dominovala socha Josipa Broze Tita. Náměstí také lemuje řada veřejných staveb, např. městská knihovna. V souvislosti s výstavbou železniční trati Bělehrad-Bar bylo přeloženo i místní nádraží. Dominantou města se stal brutalistický Hotel Zlatibor, též známý pod přezdívkou Sivonja. Jihovýchodně od středu města vznikla i průmyslová zóna. Vzhledem k hornatému charakteru okolní krajiny se Užice nemohlo rozrůstat formou rozsáhlých obytných celků (sídlišť) tak, jako tomu bylo v případě jiných jugoslávských měst. Naopak se do okolních svahů rozšířily rozsáhlé oblasti tvořené rodinnými domy a další nízkou zástavbou.
Název města zpět na Užice/Ужице byl navrácen v roce 1992. V roce 2015 byla socha přemístěna z Užice do Nového Sadu.
Infrastruktura Užice strádala během jara 1999, kdy byly při bombardování NATO poškozeny některé mosty a budovy. Bombardování se opakovalo se zvyšující intenzitou. Dne 6. května 1999 byla zničena značná část infrastruktury, mostů apod. Cílem bylo také vojenské letiště Ponikve severozápadně od města. Zničena byla rovněž i budova místní pošty, která se nacházela na náměstí ve středu města.
V roce 2013 způsobila skandál skutečnost, že došlo ke kontaminaci zdroje pitné vody v lokalitě Vrutci.

## Ekonomika

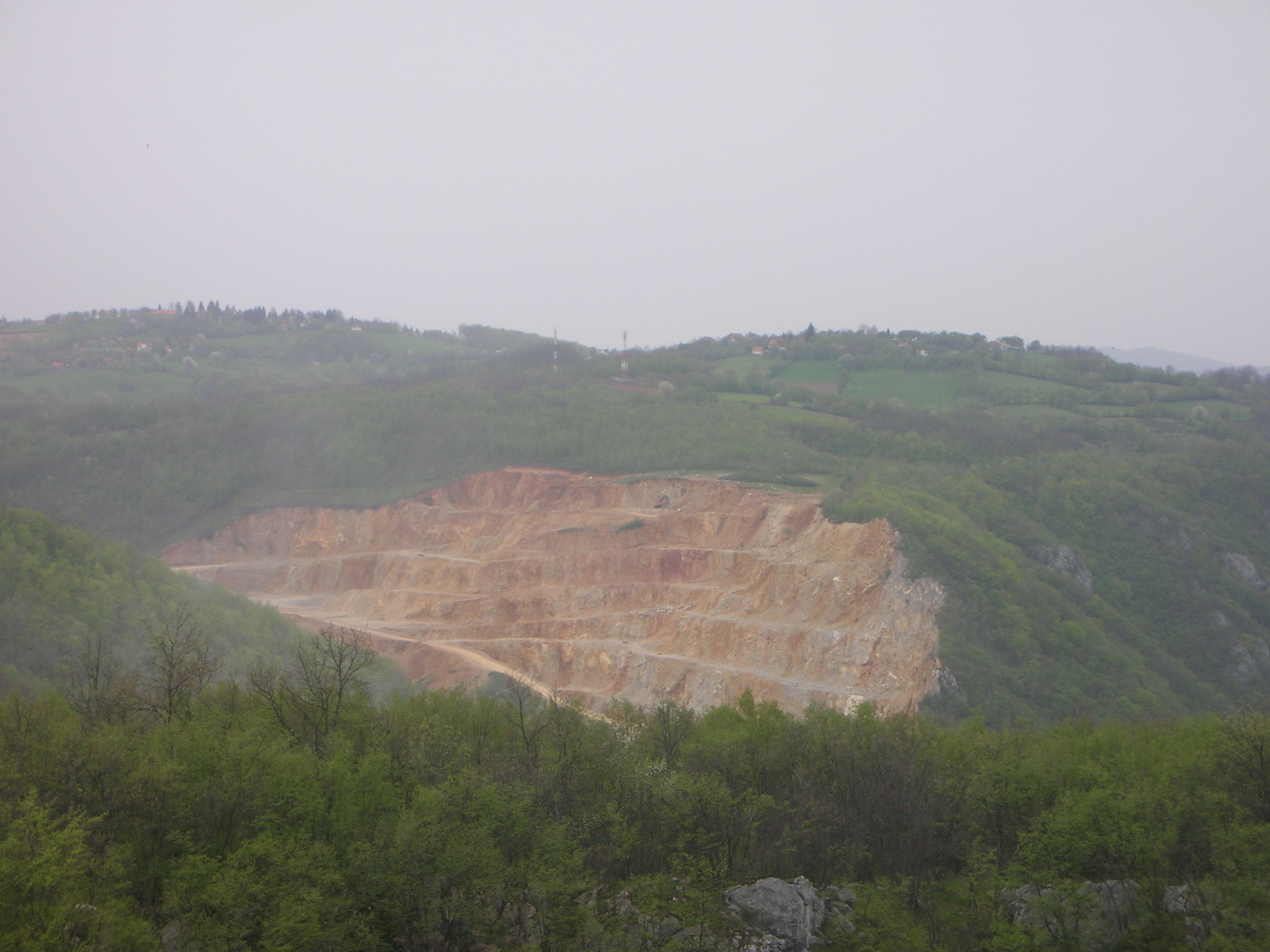
Kamenolom v blízkosti města.

Město bylo v socialistické Jugoslávii známé díky textilnímu, kožedělnému, strojírenskému a metalurgickému průmyslu. Díky dobrému silničnímu a později i železničnímu spojení se oblast mezi Užicí a nedalekou Požegou stala vhodným místem pro výstavbu různých továren a dalších průmyslových podniků. V roce 1928 zde byla založena továrna na výrobu střeliva, která sem byla přesunuta ze Slovinska a po druhé světové válce nesla název Prvi partizan. Společnost Impol Seval se věnuje výrobě hliníku, dále je zastoupen i průmysl zpracováním mědi a výrobu stavebních hmot. V blízkosti města se nachází také i letiště. Pro ekonomiku má klíčový význam železniční trať z Bělehradu do Baru, díky níž je možné zboží vyvážet jak na mořské pobřeží, tak i na dunajský přístav.
V roce 1981 mělo město 157 % průměru jugoslávského HDP a nacházelo se i nad celosrbským průměrem co do životní úrovně.
V roce 2014 bylo v Užici cca 11 tisíc lidí bez zaměstnání.

## Kultura
V Užici se nachází pobočka srbského národního muzea, která je věnovaná především událostem druhé světové války, partyzánského i nepartyzánského odboje a Užické republiky. V období existence SFRJ zde vznikla nová divadelní budova.

### Kulturní památky
Mezi hlavní dominanty města patří Chrám svatého Jiří, potom kostel svatého Marka s dřevěnou zvonicí.
Významný je také Dům Jokanovićů (srbsky Jokanovića kuća), nejstarší dochovaná budova ve městě. Je kulturní památkou. Několik budov, které jsou buď cenné z důvodu svého stáří, nebo z důvodu své úlohy v srbských dějinách, je památkově chráněno. Sem patří např. partyzánská nemocnice, ilegální tiskárna novin Borba, hotel Palas, muzeum povstání v r. 1941 a budova, kde sídilo vojenské vedení.
Nedaleko města se nachází také pevnost Stari Grad, která je nejspíše z 15. století, neví se ale přesně kdy byla postavena. Pevnost má být výhledově spojena s nedalekou silnicí mostem.
Ve městě se nachází honorární konzulát Kazachstánu.

## Doprava

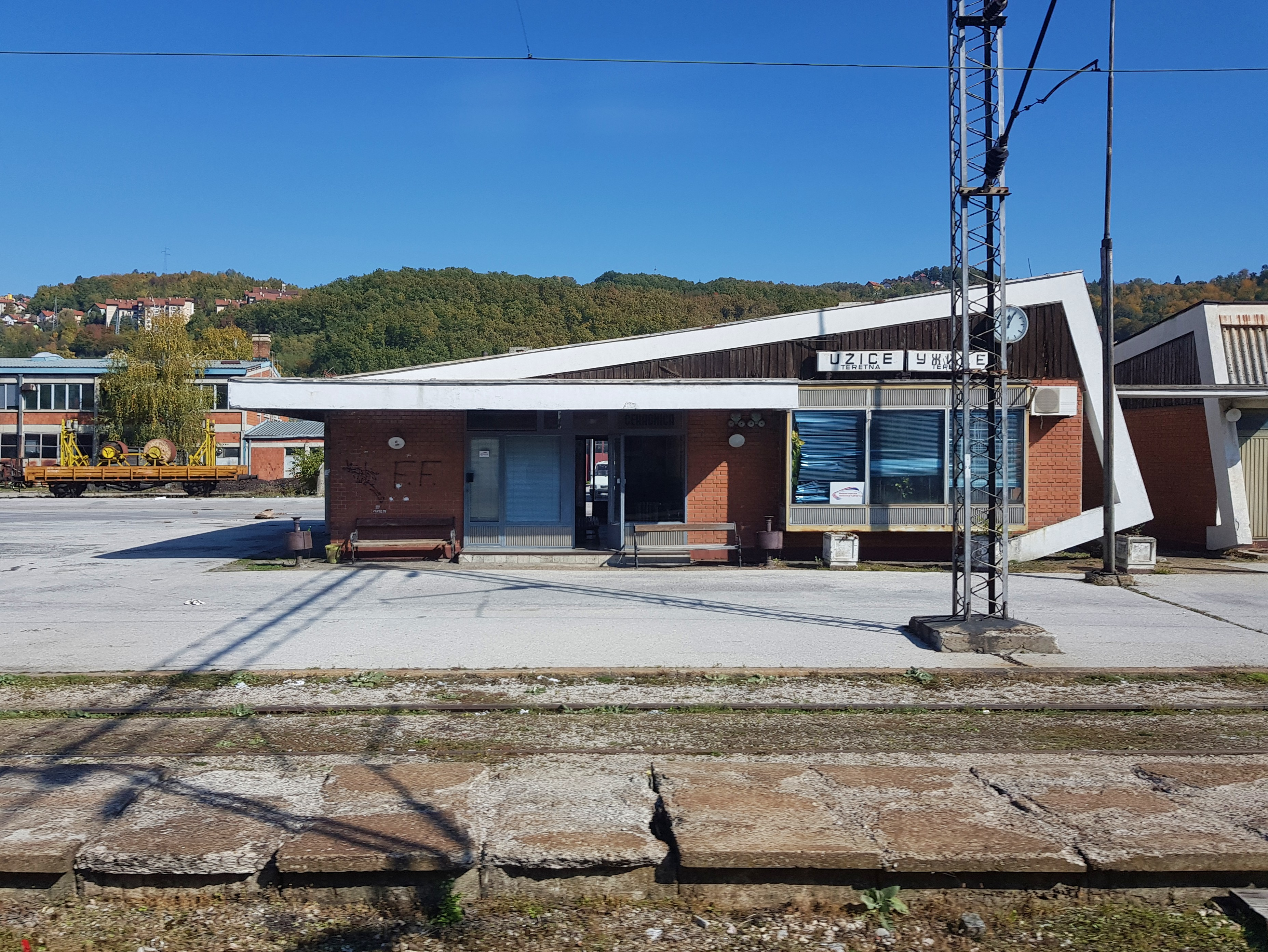
Železniční stanice Užice-Teretna (nákladové nádraží).

Užice se nachází na křižovatce několika dopravních tahů. Hlavní silnice směřují na sever (do Bosny a Hercegoviny, silnice č. 28), na jih (do Černé Hory, silnice č. 23) a na východ (do centrálního Srbska). Výhledově sem má směřovat dálnice z města Požega a dále přes obec Kotroman do Bosny a Hercegoviny a do Sarajeva. Předpokládá se, že dálnice povede svými 26 kilometry po území města Užice, v jejím okolí by měly vzniknout potom nové průmyslové zóny.
Západo-východním směrem prochází Užicí železniční trať Bělehrad–Bar, která zde má i nádraží (přiléhá k němu rovněž i rozsáhlý autobusový terminál). Trať je vedena v údolí řeky Đetinja a prochází řadou tunelů a po mostech. V minulosti trať vedla blíže středu města, později byla ale přeložena na druhý břeh řeky a zbudováno současná modernější stanice.
V Užici se nenachází mezinárodní letiště. Letiště Ponikve má regionální význam. Vzniklo v letech 1979 až 1983 pro potřeby především jugoslávského letectva.

## Školství
V Užici se nachází 6 mateřských škol, 11 základních škol, 6 středních škol a 1 vyšší odborná škola. Z vysokých škol se v Užici nachází odborně-technická škola a pedagogická fakulta univerzity, která sídlí ve městě Kraguljevac.    Celkem jednotlivé školy na všech stupních navštěvuje okolo 15 000 studentů.

## Sport
V roce 2007 bylo v Užice a ve městě 60 klubů reprezentujících 26 disciplín a sdružujících celkem 4 877 sportovců.
V Užici působí následující sportovní kluby:
- FK Sloboda Užice, založen roku 1925, fotbalový klub
- FK Jedinstvo Putevi, fotbalový tým založen roku 1961
- OK Jedinstvo Užice, tým vybíjené, zal. roku 1968
- KK SLoboda Užice, basketbalový tým, založený roku 1950

Městský stadion Užice (srbsky Gradski stadion Užice) má celkovou kapacitu 12 000 hostů (5998 sedících a 6002 stojících). Sportovní hala ve Velkém parku má kapacitu 2200 míst.

## Významné osobnosti
- Ljubomir Ljubojević (* 1950), šachista
- Tijana Malešević (* 1991), volejbalistka
- Miloš Marić (* 1982), fotbalista
- Tanja Ostojić (* 1972), performerka
- Nemanja Vidić (* 1981), fotbalista
- Ivan Vukomanović (* 1977), fotbalista
- Ivan Bosiljčić, herec, divadelní herec
- Danica Grujičić, neurochirurg
- Dejan Maksimović, herec
- Marko Popović, archeolog
- Goran Daničić, herec
- Mirjana Joković, herečka
- Ivan Bosiljčić, herec

## Partnerská města
- Kursk, Rusko
- Ljutomer, Slovinsko
- Veles, Severní Makedonie
- Cassino, Itálie